# Hello! Sandybell
¡Hola! Sandybell (ハロー！サンディベル haro! sandiberu?) conocida mejor en inglés como Hello! Sandybell es una serie de anime producida por Toei Animation y emitida por TV Asahi en 1981, muy popular en Europa y trasmitida en Latinoamérica entre 1985 a 1987.

## Argumento
Sandy Bell(e) Lesly es una linda niña Escocesa, que vivía con su padre adoptivo don Cristóbal Lesly y su perro Oliver. Entre sus aventuras estaba jugar con los niños del pueblo. Ella entabla una linda amistad con la condesa Walington quien le regala un hermoso narciso blanco que le hace recordar a su madre desaparecida y la condesa le presenta a su hijo Marcos de quien posteriormente se enamora. Lo cual hará que tenga roces y problemas con Kitty Shearer. Ella sufrirá una serie de lamentables eventos como la muerte de la condesa Walington, la desaparición de Marcos, la muerte de don Cristóbal en la víspera de Navidad e irse a Londres para cumplir la promesa que le hizo a don Cristóbal de convertirse en periodista.
En su camino a ser una gran reportera se encuentra con Alex Peterson, un joven reportero que con el paso del tiempo terminará enamorado de ella. Sandy viaja junto con su amigo Oliver y Ricky (un niño huérfano) y juntos disfrutarán grandes aventuras junto al Sandymobile.
Sandy Bell es un anime con contenido sensible, que muestra aspectos cotidianos de la vida con un trasfondo compuesto de valores y principios.

## Personajes
Anexo: Personajes de Hello! Sandybell
- Sandybell
- Marcos Wellington
- Kitty Shiller
- Alex
- Cristóbal
- Condesa Wellington
- María Scott
- Ignacio Scott
- Sr. Schiller
- Sra. Schiller
- Tomás
- Walter
- Carlos
- Luis
- Jorge
- Ruth
- Nina
- Maggy
- Tito
- Pepe
- Madre de Maggy
- Ricky
- Eva